# Entella Foot-Ball Club 1928-1929
Questa voce raccoglie le informazioni riguardanti l'Entella Foot-Ball Club nelle competizioni ufficiali della stagione 1928-1929.

## Divise
| Prima divisa |

## Rosa
| N. |                   | Ruolo | Calciatore             |
| -- | ----------------- | ----- | ---------------------- |
|    | Italia (bandiera) | A     | Giulio Autelli         |
|    | Italia (bandiera) | A     | Bossi                  |
|    | Italia (bandiera) | C     | Matteo Buggi           |
|    | Italia (bandiera) | A     | Antonio Castagnino     |
|    | Italia (bandiera) | A     | Luigi De Ferrari       |
|    | Italia (bandiera) | D     | Giovanni Delucchi (II) |
|    | Italia (bandiera) | D     | Pietro Duvia           |

| N. |                   | Ruolo | Calciatore            |
| -- | ----------------- | ----- | --------------------- |
|    | Italia (bandiera) | A     | Bettino Gatti         |
|    | Italia (bandiera) | C     | Giovanni Ghio         |
|    | Italia (bandiera) | C     | Goracco               |
|    | Italia (bandiera) | C     | Giuseppe Marchisotti  |
|    | Italia (bandiera) | P     | Marzenago             |
|    | Italia (bandiera) | D     | Mario Sanguineti (II) |